# Anita
 For alternative betydninger, se Anita (flertydig). (Se også artikler, som begynder med Anita)
Anita er et pigenavn, der ligesom Anna, er afledt af det hebraiske hannah = "ynde". 
Navnet er oprindeligt et kælenavn i Spanien og Portugal, en diminutiv form af Anna. Varianter på dansk omfatter blandt andet Anitta og Anitha.

## Kendte personer med navnet
- Anita Baker, amerikansk sanger.
- Anita Bulath, ungarsk håndboldspiller.
- Anita Bay Bundegaard, journalist og tidligere dansk politiker (Radikale Venstre) og minister.
- Anita Christensen, dansk verdensmester i boksning.
- Anita Görbicz, ungarsk håndboldspiller.
- Anita Knakkergaard, dansk politiker.

## Navnet anvendt i fiktion
- Anita er titlen på en sang af Leo Mathisen.
- Anita er en figur i Anders And-universet.